# Église Saint-Germain de Gouvernes
Pour les articles homonymes, voir Église Saint-Germain.
L’église Saint-Germain de Gouvernes est une église paroissiale catholique située à Gouvernes, commune française dans le département de Seine-et-Marne en région Île-de-France.

## Bâtiment

### Historique
L'édifice a été construit au XIIIe siècle. Il est constitué d'une nef à six travées.
À l'intérieur du clocher datant du XVIIe siècle avec un toit à deux versants se trouve une cloche datant de 1562.
Un cimetière était présent juste devant l'église jusqu'en 1868 et a laissé sa place, après déplacement, à la mairie qui occupe toujours cette place en 2020.
Compte tenu de l'état de délabrement de l'édifice à la fin du XIXe siècle, d'importants travaux de remise en état ont alors été effectués.

### Salle des catéchismes
Cette salle qui date de 1846 était alors une chapelle, indépendante de l'église. Entre 1860 et 1880, elle lui est annexée. Elle fait l'objet d'une inscription aux monuments historiques depuis le 30 novembre 2009. Des peintures murales, attribuées au chanoine Étienne-Léon Jouy dit Stéphane Jouy, recouvrent la totalité de la salle. Son nom vient du fait que des cours étaient donnés dans cette salle. La municipalité a signé en février 2020, avec la Fondation du patrimoine, une convention en vue de sa restauration,. 

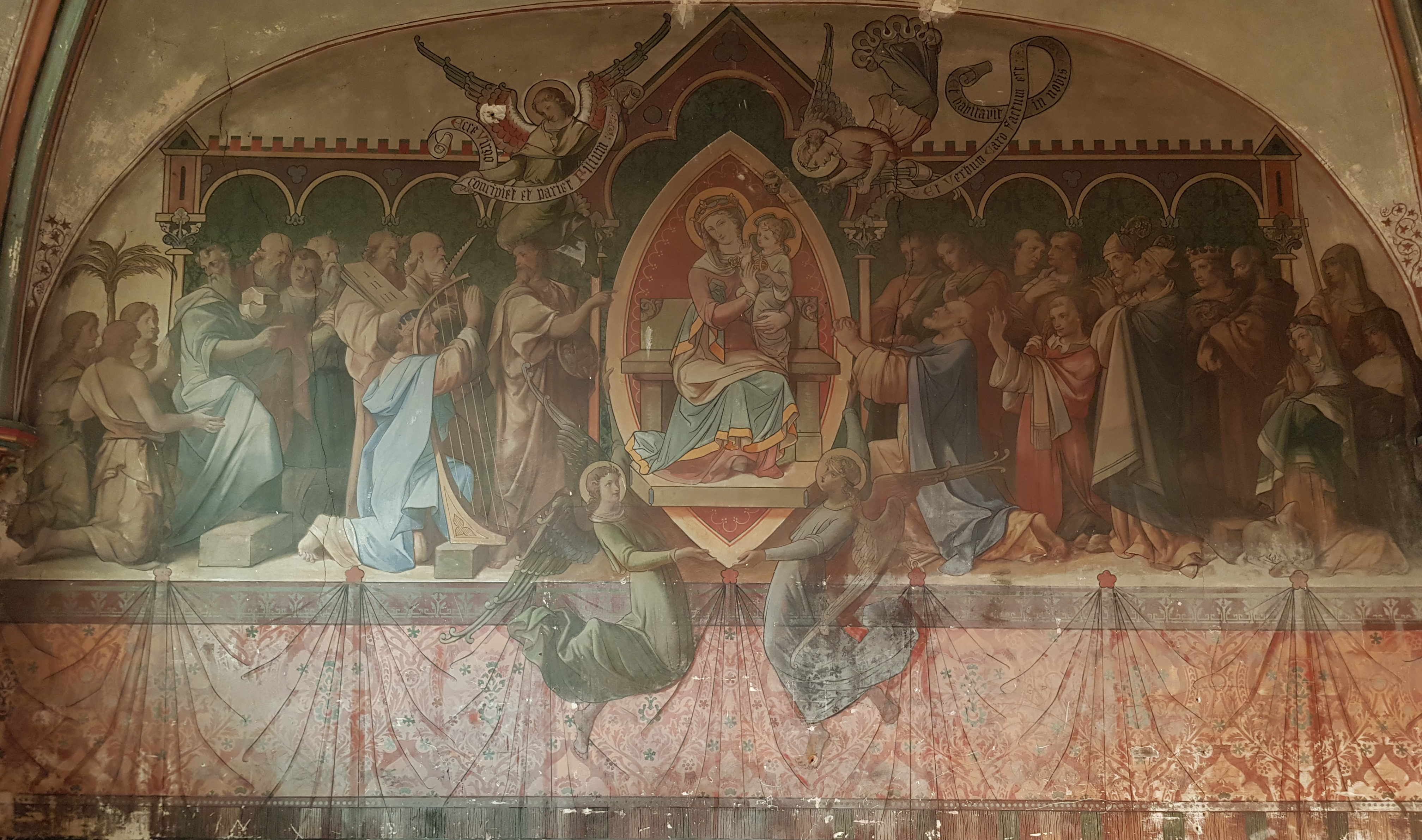
Salle des catéchismes
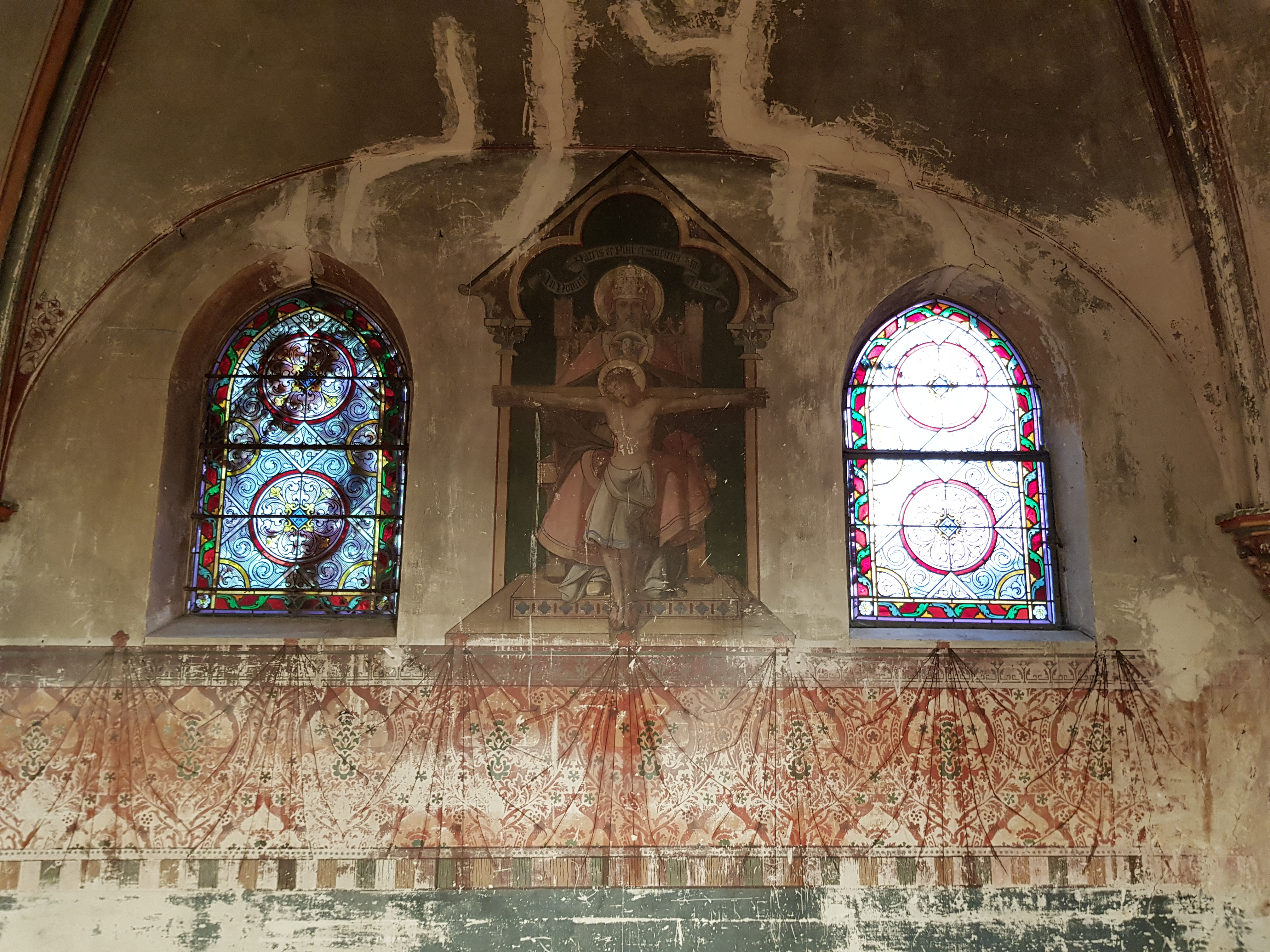
Salle des catéchismes

### Mobiliers classés au titre d'objet
- Fonts baptismaux, datant de 1703, font l’objet d'une inscription au titre des objets depuis le 6 avril 1977[5]. De forme ovale, ces fonts sont construits en pierre avec couvercle en bois, des ornements floraux sont présents. Ils sont posés sur un pied en forme de balustre sur lequel il est indiqué : « Ces font ont estedoones par Messieurs... des batimts du Roy et par Roussel sculpteur...s de sa majeste tous trois ami de messir Chretien Hallays cu... de cette paroisse en marc mil sept cent trois »
- Dalle funéraire de Nicolas Gaudèle, seigneur de Deuil et de sa femme Marie du Tillet[6],[7]
- Vitrail datant en partie du XVIe siècle, représente saint Germain un genou à terre délivrant des prisonniers de Paris. Il a été restauré en 1864 par Lévèque à Beauvais[8]
- Tableau Saint Germain de Paris (1845)[9] par François-Jules Collignon (peintre) . Ce tableau a été restauré en 2009.

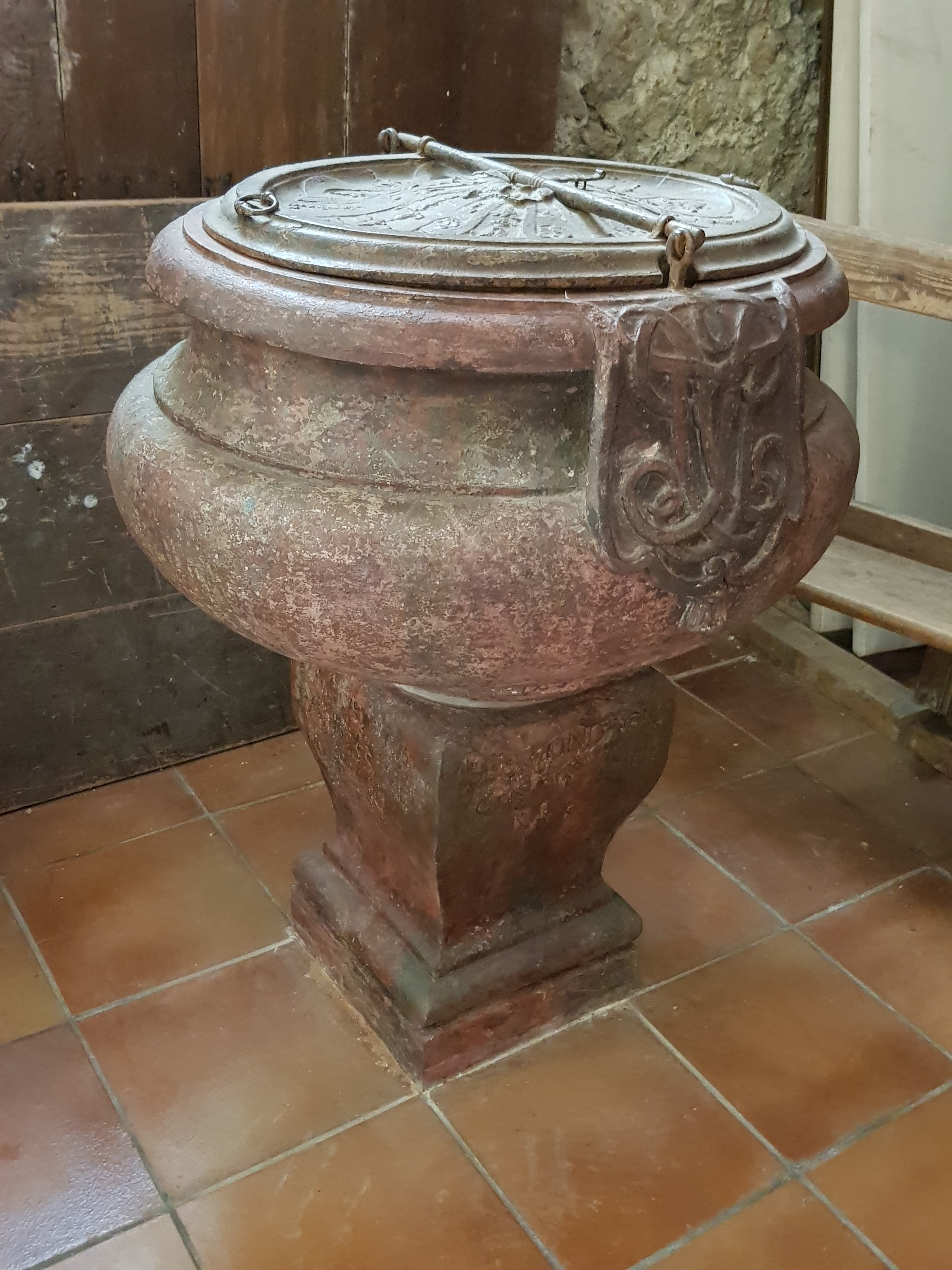
Fonts baptismaux
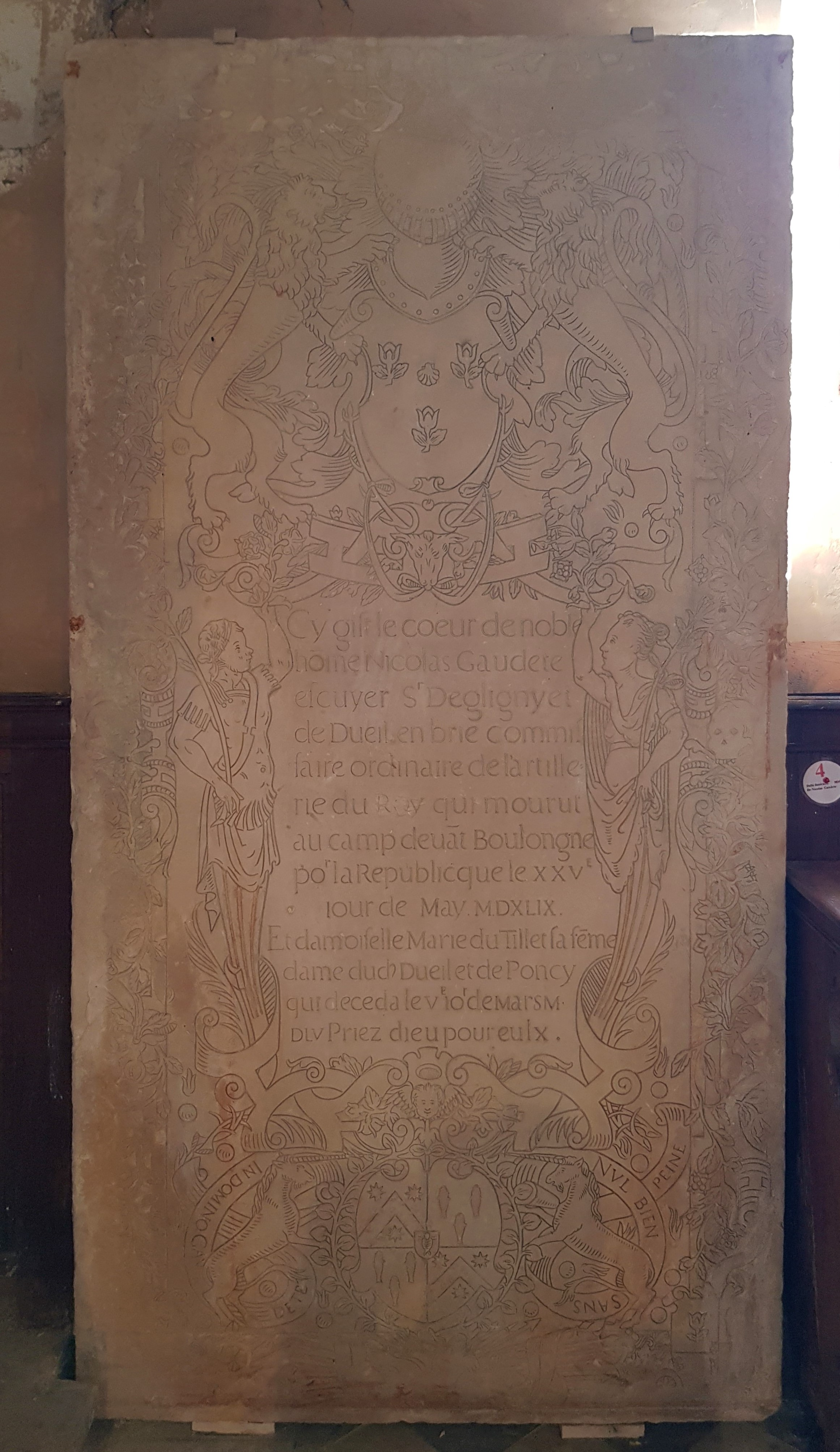
Dalle funéraire
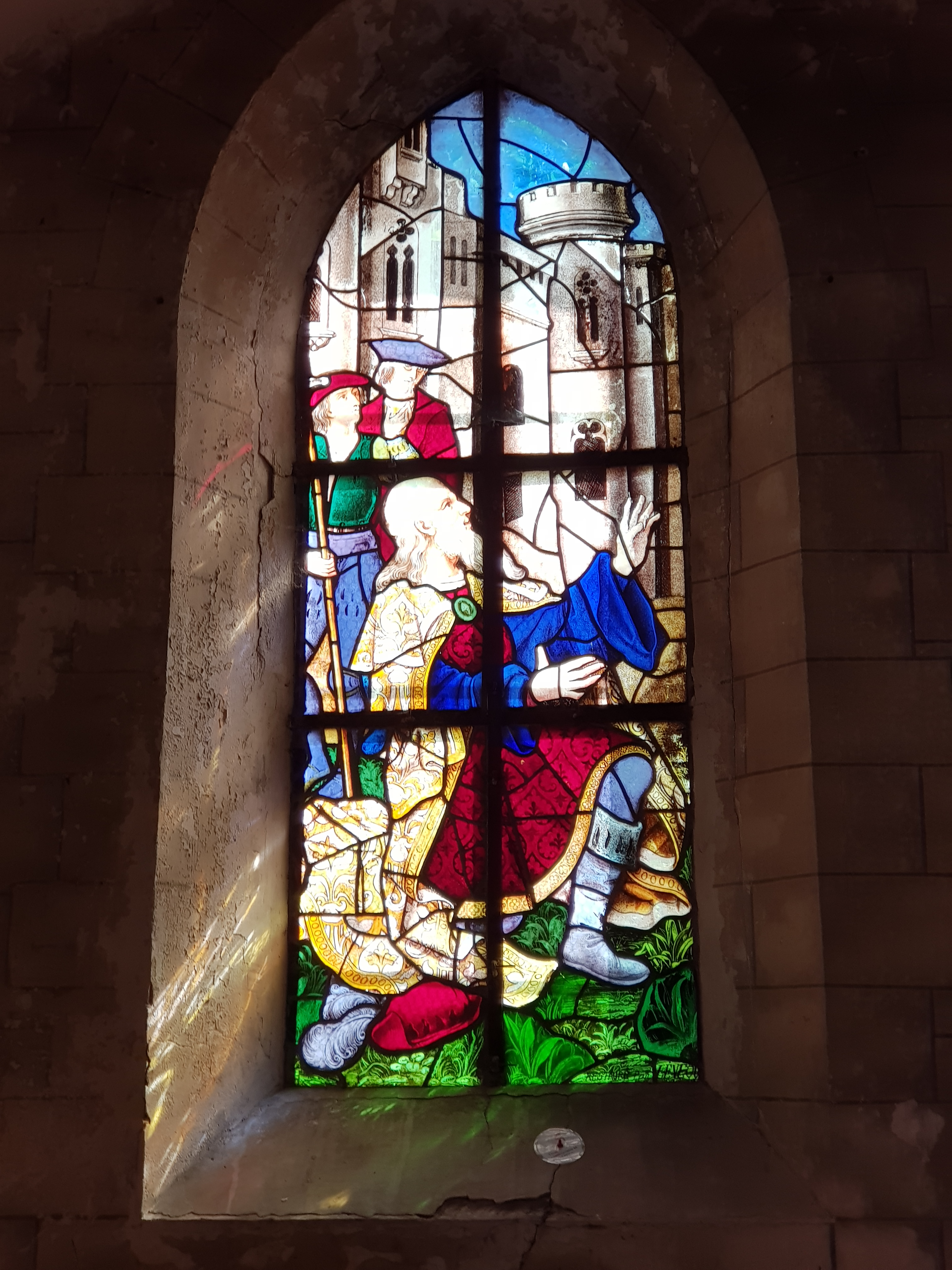
Vitrail de saint Germain
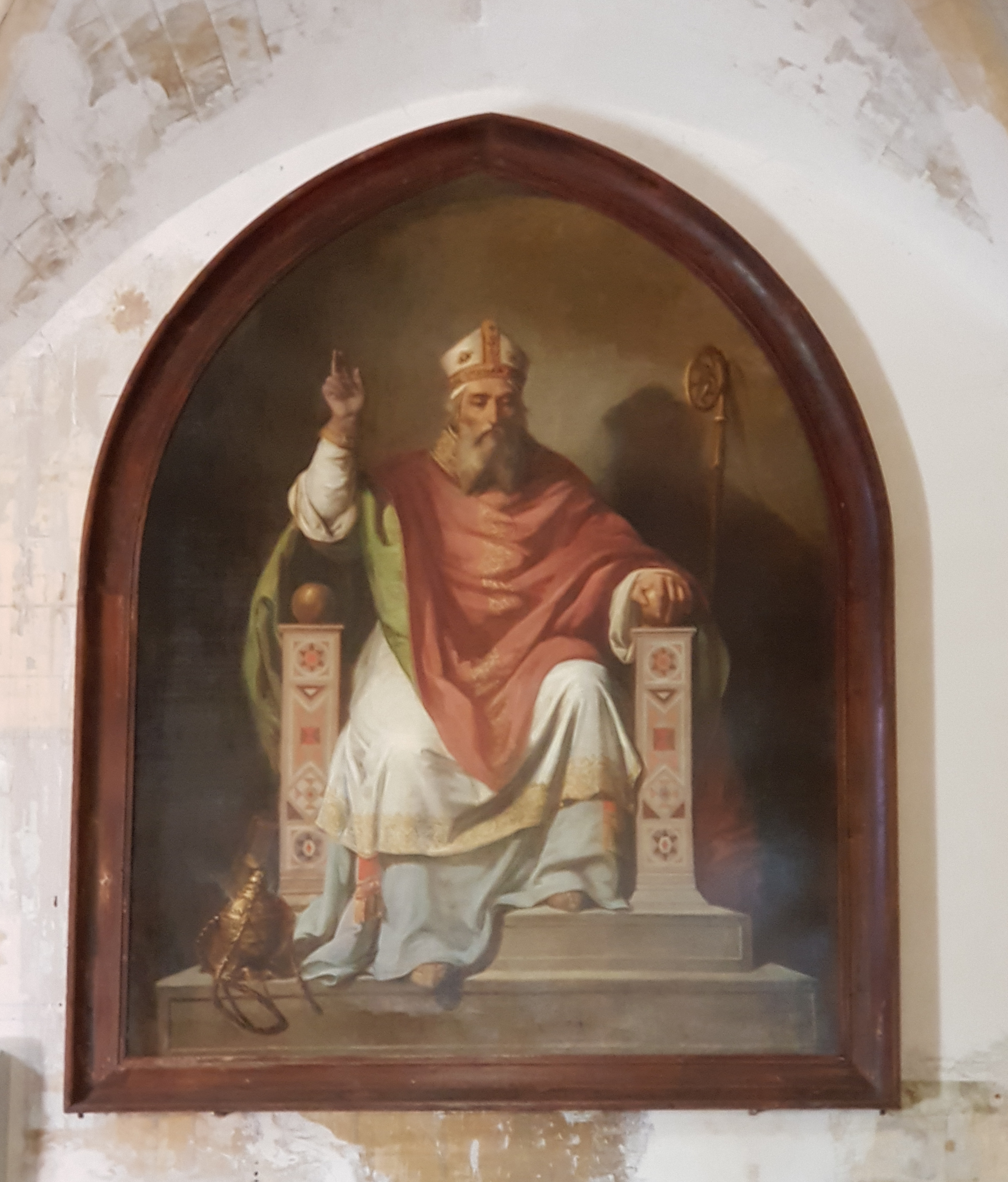
Tableau Saint Germain

## Lieu de culte

### Dédicace
L'église est dédiée à saint Germain de Paris.

### Paroisse
L'église Saint-Germain est l'un des treize lieux de culte de la paroisse Val-de-Bussy au sein du diocèse de Meaux,.